# Churriguerizem
Churrigueresque je španski baročni dekorativni slog izdelave kiparskega arhitekturnega okrasja, ki je nastal kot način štukaturne dekoracije v Španiji v poznem 17. stoletju in je bil splošno uporabljen do približno leta 1750. Zaznamuje ga skrajna, ekspresivna in načičkana dekoracija, ki jo običajno najdemo ob vhodu na glavnem pročelju zgradbe.

## Izvor
Slog je poimenovan po arhitektu in kiparju José de Benito Churriguera (1665-1725), ki se je rodil v Madridu v katalonski družini (prvotno imenovani Xoriguera). Delal je predvsem v Madridu in Salamanci in izvor sloga našel pri arhitektu in kiparju z imenom Alonso Cano, ki je oblikoval fasado katedrale v Granadi leta 1667.
Zelo izpopolnjen predhodnik sloga (zgodnje 15. stoletje) je viden v kartuziji v Pavii, Italija, vendar je kiparski okras na fasadi še vedno v italijanskem racionalnem slogu. Churrigueresque slog nagovarja čezmerno geometrijo in ima bolj verjetne predhodnike v mavrski arhitekturi ali Mudéjar arhitekturi, ki je ostala v južni in osrednji Španiji. Notranje stropne štukature na primer v Alcázar de los Reyes Cristianos v Granadi v Španiji, so zelo na drobno okrašene.

## Razvoj
Razvoj sloga je šel skozi tri faze. Med letoma 1680 in 1720 Churriguera popularizira Guarino Guarini in je mešanica salomonovih stebrov in kompozitnih redov, znanih kot »vrhovni red«. Med letoma 1720 in 1760 so bili churriguereskni stebri ali estipite v obliki narobe obrnjenega stožca ali obeliska, uveljavljeni kot osrednji element ornamentike. V letih 1760-1780 je prišlo do postopnega premika zanimanja stran od zavitega gibanja in pretiranega okraševanja, proti neoklasicističnem ravnotežju in treznosti.
Med vrhunce sloga sodi notranjost kartuzije v Granadi. Tukaj se vidijo nekatere izmed najbolj impresivnih kombinacij prostora in svetlobe v Evropi 18. stoletja. Obsega kiparstvo in arhitekturo. Narciso Tome je dosegel presenetljive učinke chiaroscúro v katedrali v Toledu. Morda je oblika najbolj vizualno omamna v mehiškem slogu Churrigueresque iz sredine 18. stoletja mojstra Lorenza Rodrigueza, katerega mojstrovina je Sagrario Metropolitano (1749-1769) v Ciudad de Mexico v Novi Španiji (danes Mehika).

## Španija
Prvi Churriguera je bil José de Benito Churriguera (1665-1725), ki se je izučil za mizarja oltarjev ter izdelal nekatera zelo pomembna dela za cerkve v Salamanci, Madridu, Valladolidu in drugih mestih v Španiji. Nekatera ohranjena dela v Španiji so:
- Oltar v samostanu San Esteban v Salamanci
- Mesto Nuevo Baztán (cerkev San Francisco Javier in Goyeneche Palace)
- Kor Nove katedrale v Salamanci
- Plaza Mayor v Salamanci
- Capilla de la Vera Cruz  v Salamanci
- Kolegij Calatrava v Salamanci

## Mehika
V Mehiki so mojstrovine Churriguerizem sloga:
- Stolnica bazilika Zacatecas v mestu Zacatecas,
- Župnijska cerkev Santa Prisca v mestu Taxco, zvezna država Guerrero.
- Parroquia Antigua v Salamanci, Guanajuato, zgrajena 24. avgusta 1603 in končana v letu 1690, s churriguereskno fasado leta 1740.
- Oltar v cerkvi San Francisco Javier (Narodni muzej Viceroyalty) v Tepotzotlán, zvezna država Mehika, skupaj s fasado, eden najpomembnejših baročnih churrigueresknih del, ki so jih v Novi Španiji izvedli jezuiti.
- Oltar de los Reyes Mestne metropolitanske stolnice v Ciudad de México in pročelje tabernaklja (Sagrario Metropolitano), ki se stika s to stolnico.

## Oživitev Churriguerizma
Churriguerizem kot dekorativni slog je bil uporabljen v španski kolonialni arhitekturi na pomembnih kolonialnih mestnih stavbah v novem svetu. Slog je užival preporod z arhitektoma Bertramom Goodhuejem in Carletonom Winslowom starejšim, ki sta študirala španske kolonialne churriguerizemske in plateresco ornamente v Mehiki, da bi jih uporabila pri oblikovanju deta stavbe v Balboa Park v San Diegu v Kaliforniji leta 1915, na razstavi Panama - California Exposition. Razstava je popularizirala uporabo španskih kolonialnih arhitekturnih slogov v Združenih državah Amerike.